# Менемен
Менемен (тур. Menemen) је град у Турској у вилајету Измир. Према процени из 2009. у граду је живело 117.856 становника.

## Становништво
Према процени, у граду је 2009. живело 117.856 становника.
| 1990.  | 2000.  |
| ------ | ------ |
| 48.342 | 92.372 |